# Championnat de Suisse de rugby à XV
Le championnat de Suisse de rugby à XV est le championnat ouvert aux meilleurs clubs du rugby à XV en Suisse. Il est organisé en quatre divisions qui regroupent les 24 équipes qui y participent.

## Historique
Le championnat est disputé par six clubs de 2000-2001 à 2005-2006 et par huit clubs de 2006-2007 à 2010-2011 dix équipes à partir de la saison 2011-2012 à 2014-2015 et à nouveau huit équipes à partir de la saison 2015-2016.

## Les clubs de l'édition 2023-2024
La Ligue nationale A est disputée par 8 équipes.
| - Rugby Club Yverdon - RC Genève PLO - Hermance RRC - Rugby Club Lugano | - Nyon RC - Stade Lausanne RC - Grasshoppers Zürich - Rugby Club Avusy |

## Palmarès
| - 1973 : I.O.S. Genève - 1974 : RC Cern - 1975 : Stade Lausanne RC - 1976 : Stade Lausanne RC - 1977 : RC Cern - 1978 : RC Cern - 1979 : RC Cern - 1980 : RC Cern - 1981 : Stade Lausanne RC - 1982 : RC Cern - 1983 : Stade Lausanne RC - 1984 : RC Cern - 1985 : Stade Lausanne RC - 1986 : Stade Lausanne RC - 1987 : RC Yverdon - 1988 : RC Yverdon - 1989 : RC Cern - 1990 : RC Cern | - 1991 : RC Cern - 1992 : RC Hermance - 1993 : RC Hermance - 1994 : RC Hermance - 1995 : RC Hermance - 1996 : Nyon RC - 1997 : RC Hermance - 1998 : RC Hermance - 1999 : RC Hermance - 2000 : RC Hermance - 2001 : RC Hermance - Fin 2001 : GC Zurich - 2002 : RC Hermance - 2003 : RC Avusy - 2004 : RC Hermance - 2005 : Nyon RC - Début 2006 : RC Genève PLO - 2007 : RC Genève PLO | - 2008 : Nyon RC - 2009 : RC Genève PLO - 2010 : RC Genève PLO - 2011 : RC Avusy - 2012 : RC Avusy - 2013 : RC Hermance - 2014 : Grasshoppers Zürich - 2015 : RC Genève PLO - 2016 : Nyon RC - 2017 : Nyon RC - 2018 : RC Genève PLO - 2019 : Grasshoppers Zürich - 2020 : compétition suspendue à cause de la pandémie - 2022 : RC Yverdon - 2023 : Grasshoppers Zürich - 2024 : Nyon RC - 2025 : RC Yverdon |

## Bilan
| Club                | Titre(s) | Premier(s) - Dernier(s) |
| ------------------- | -------- | ----------------------- |
| RC Hermance         | 12       | 1992-2013               |
| RC Cern             | 10       | 1974-1991               |
| Nyon RC             | 6        | 1996-2024               |
| RC Genève PLO       | 6        | 2006-2018               |
| Stade Lausanne RC   | 6        | 1975-1986               |
| RC Yverdon          | 4        | 1987-2025               |
| RC Avusy            | 3        | 2003-2012               |
| Grasshoppers Zürich | 3        | 2014-2023               |
| I.O.S. Genève       | 1        | 1973                    |

## Ligue nationale B Elite
Équipes en lice pour le championnat 2016-2017.
| - Neuchâtel - Rugby Lugano - Zug Rugby Club | - Rugby Club Bern - Rugby Club Winterthur - RFC Basel |

## Ligue nationale B
Équipes en lice pour le championnat 2016-2017.
| - Rugby Club Fribourg - RU Zürich - Rugby Club Luzern | - Ovalie Chablaisienne Monthey Rugby - Rugby Club Chaux-de-Fonds - Albaladejo Rugby Club Lausanne |

## Ligue nationale C
Équipes en lice pour le championnat 2016-2017.
- Union Jura Rugby
- TV Thun
- Rugby Club Sierre
- EH Lausanne Rugby